# リプレイ (ゲーム)
リプレイ (replay) は、ゲームのプレイ内容を再現したもの。
形式の違う2種類のリプレイがある。目的は異なる面もあるが共通点もあり、鑑賞や、プレイの参考とするために行われる。

## 文章によるもの
プレイ内容を文章にしたものをリプレイと呼ぶ。テーブルトークRPG (TRPG)、歴史シミュレーションゲーム、戦略シミュレーションゲームなどで行われる。テーブルゲーム、コンピュータゲームを問わず行われるが、コンピュータRPGでは、物語に自由度がないためほとんど行われない。
アフターアクションレポート (AAR)、プレイレポートなどとも呼び、ゲームジャンルによって、あるいは同じジャンルでもゲームタイトルによって呼び名が異なる。例えば、TRPGではリプレイと呼ぶ。同じ歴史シミュレーションゲームでも、信長の野望シリーズや三國志シリーズではリプレイ、『Hearts of Iron』ではAARと呼ぶ。
文体には、登場人物の視点で書かれたもの、プレイヤーの視点で書かれたもの、それらが混在したものがある。特に登場人物の視点で書かれた場合、ファンフィクション（オフィシャルな場合はスピンオフ）の一種と言える。

## データによるもの
コンピュータゲームの場合、プレイ内容を自動で記録し、後で完全に再現することが可能な機能のことを指し、これもリプレイと呼ぶ。リプレイのために記録したデータ（リプレイデータ）を単にリプレイと呼ぶこともある。各種シミュレーションゲームやアクションゲーム、レースゲームなどで行われる。Haloシリーズではリプレイを任意の視点から鑑賞できる機能がありTheaterと称す。
ゲームソフトにリプレイ機能がなくても、動画データとして録画・再生することはでき、これをリプレイということもあり、リプレイ機能があるゲームでは混同の可能性もある。
リプレイデータや動画データは、インターネットで公開されるほか、パッケージソフトとして販売されることもある。高得点プレイや高成績プレイ、プレイ条件に制限を課した縛りプレイやネタプレイといったやり込み、初心者が参考にするためのプレイなどが好んで見られる。他人に見せるほか、自分で見てプレイの改善点を検討するのにも使われる。グラフィックなどの差し替えを行い、ストーリー仕立てに編集されることも多い。
またゲームのタイトル画面で何も操作をせずに放置しておくと、製作者が記録したリプレイ（デモ映像）が流れるものもある。これは店頭販売でモニター展示し、プロモーションをする際にしばしば利用される。特にアーケードゲームに多く見られ、中にはその店舗でハイスコアを出したプレイを記録し、デモ映像として流す機能を有したものもある。

## 著作権について
動画や静止画（スクリーンショット）も含めた著作権はゲームソフトの著作権者である法人および各個人が有するため、個人的に見るだけなら問題はないが、動画や静止画を公開する場合には著作権者の許諾が必要となる。各メーカーやタイトルごとに明確なガイドライン（後述）を制定し、当のガイドラインに則していれば動画や静止画の投稿が許諾されることもある。投稿を許諾する際の主な条件として
- 発売日前（フライング）の投稿を禁止（発売前に配信される体験版は可とする場合がある）
- 非営利かつ個人のブログ、SNS（Twitterなど）に限り、投稿可
- 映像や音声に余計な加工をしないこと
- 自分のプレイで録画した動画に限り、他人のプレイで録画した動画は不可
- 特にストーリーが重視されるRPGや、アドベンチャーゲームでは重大なネタバレ防止のため、ストーリーの核心に触れる部分や、エンディングの投稿は禁止する

などがある。
さらに、作品によっては公式あるいは非公式のツールを用いてゲーム内のグラフィックやBGM、文章を変更することが可能なものもあり、これを用いて他者が著作権や肖像権その他を持つ素材を使用できるため、権利侵害の可能性がさらに高くなる。このためYouTubeやニコニコ動画などの動画投稿サイトに投稿されたリプレイは著作権の侵害、あるいは規約違反を理由として削除対象となることもある。ただし他者が権利を持つ映像や音声を単純に投稿するのとは異なり、プレイヤーがゲームをプレイし、余計な編集を加える行為も介在することがある。
最終的にはゲームメーカーの裁量に委ねられており、同様に権利侵害を引き起こすMADムービーと共に半ば黙認状態となっている。これは著作権の侵害（著作権法違反）が親告罪とされ、ゲームメーカーおよび権利者が告訴しない限り侵害者の罪を問うことができないためであるが、中には自社作品の（無許諾の）リプレイが投稿されている動画投稿サイトに広告や自作の動画を出しているメーカーも存在する。

### 動画と静止画の投稿についてのガイドラインを制定した例
- アリカ
  - ニコニコ動画対策委員会
- スクウェア・エニックス
  - ドラゴンクエストX サポートセンター
    - 「思い出アルバム」で撮影した静止画に限り、ブログへの掲載を許諾しており、動画の投稿は一切禁止していたが、後に条件付きで許可となった。
- セガホールディングス（セガゲームス、セガ・インタラクティブ、アトラス）
  - プレイ動画についての規約（ぷよぷよ!! Puyopuyo 20th anniversary）
  - プレイ動画のご利用について（ボーダーブレイクシリーズ）
  - プレイ動画のご利用について（ファンタシースターポータブル2 インフィニティ）
  - キャサリンネタバレに関して（キャサリンの公式アカウントによるツイート）
  - ペルソナ４ ザ・ゴールデン、ペルソナ4 ジ・アルティメット イン マヨナカアリーナ
    - 公式サイトでストーリーのネタバレの禁止を呼びかけている。
- エスクード（アダルトゲームのブランド）
  - HP内の画像を含む全ての著作物の使用について
    - 体験版のみ投稿を許諾している。